# Руди, Луиса Фернанда
Луи́са Ферна́нда Ру́ди (исп. Luisa Fernanda Rudi; род. 13 декабря 1950, Севилья) — государственный и политический деятель Испании. Член Народной партии Испании, была депутатом Европейского парламента.

## Биография
Родилась 14 декабря 1950 года в Севилье. В 1986—1996, а затем в 2000—2004 годах она представляла Сарагосу в генеральных кортесах Испании. Она работала в Комитете по промышленности, исследованиям и энергетике, а также в Делегации совместного парламентского комитета Европейский союз — Мексика. Также была членом бюро Европейской народной партии и входила в Комитет Европейского парламента по внутреннему рынку и защите потребителей. С 2000 по 2004 год была председателем Конгресса депутатов Испании, а с июля 2011 года по июль 2015 года возглавляла правительство Арагона. С 2015 года является членом Сената Испании.